# دانشگاه کارائیب جنوبی
دانشگاه کارائیب جنوبی (USC) یک دانشگاه خصوصی تحت مالکیت و اداره کنفرانس اتحادیه کارائیب است. پردیس اصلی در ۳۸۴ جریب فرنگی (۱٫۵۵ کیلومتر مربع)) تأسیس شده‌است. این دانشگاه در دره ماراکاس در جزیره ترینیداد جمهوری ترینیداد و توباگو است. این دانشگاه دوره‌هایی را برای تقویت آموزش مبتنی بر ارزش ارائه می‌دهد. برنامه درسی نه تنها بر اصول آکادمیک بلکه به ذهن، روح و بدن نیز توجه دارد. این دانشگاه دومین سیستم بزرگ مدرسه مسیحی جهان است.